# Cellius
La Cellius è una società giapponese specializzata nel settore dei videogiochi. Fu fondata nel 2007 come una venture capital della Bandai Namco Entertainment e della Sony. La Bandai Namco Holdings detiene il 51% della società, mentre la Sony ne detiene il restante 49%. La società prevede di utilizzare il microprocessore Cell di Sony, il cuore della PlayStation 3, per giochi PlayStation 3 per computer e cellulari. Il suo primo progetto fu un gioco Ridge Racer per PlayStation Vita. La sua sede si trova a Shibuya, Tokyo.